# Nietrzymanie barwnika

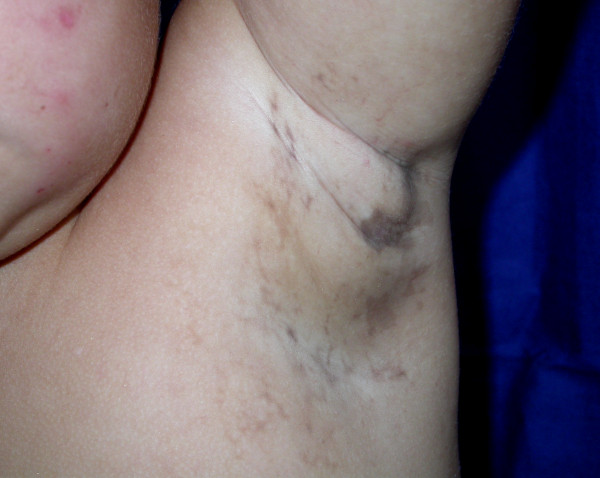
Zmiany skórne układające się wzdłuż linii Blaschko u 3-letniej dziewczynki z nietrzymaniem barwnika

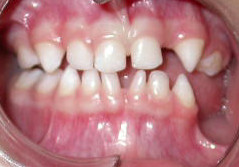
Hipodoncja zębów stałych u tej samej pacjentki

Nietrzymanie barwnika (zespół Blocha-Sulzbergera, łac. incontinentia pigmenti, ang. Bloch-Sulzberger disease, Bloch-Simons syndrome) – rzadka choroba genetyczna, o dziedziczeniu dominującym sprzężonym z chromosomem X. Spowodowana jest mutacją w genie IKBKG w locus Xq28, kodującym aktywator jądrowego czynnika transkrypcyjnego kappa B. U płci męskiej wada jest zazwyczaj letalna. Istotą choroby jest niezdolność komórek podstawnych skóry do gromadzenia melaniny, która gromadzi się w skórze właściwej i w makrofagach indukując stan zapalny.

## Etiologia
Choroba wiąże się z mutacją w locus Xq28. Zaburzenie dotyczy tkanek ektodermalnych i mezodermalnych.

## Objawy i przebieg
Zmiany skórne mają różny charakter, opisano cztery następujące kolejno fazy choroby z różnymi objawami skórnymi. W pierwszej fazie powstają pęcherze, rumieniowe prążki, plamki i krosty. Typowo zmiany te układają się w przebiegu linii Blaschko. Faza druga (brodawkowa) opisywana jest u dzieci w 2-8 tygodniu życia i charakteryzuje się pęcherzami na odsiebnych częściach kończyn, ewoluującymi w brodawkowate płytki. W fazie trzeciej (tygodnie-miesiące od urodzenia) pojawiają się przebarwienia, również układające się wzdłuż linii Blaschko. W fazie czwartej spotyka się odbarwione plamki i prążki, głównie w okolicach zgięciowych. 
Choroba ta jest zespołem wad; dodatkowymi nieprawidłowościami składającymi się na obraz kliniczny są:
- wady uzębienia (hipodoncja)
- wady ośrodkowego układu nerwowego
- wady narządu wzroku
- wady układu kostnego (półkręgi, skolioza, rozszczep kręgosłupa, syndaktylia)
- nowotwory (rzadko)

## Rozpoznanie różnicowe
W diagnostyce różnicowej nietrzymania barwnika należy uwzględnić:
- bielactwo Ito
- liszajec pęcherzowy
- zakażenie HSV
- podłużna i wirowa znamieniopodobna hipermelanoza (LWNH)

## Historia
Chorobę opisali jako pierwsi niemiecki dermatolog Bruno Bloch w 1926 i amerykański dermatolog Marion Sulzberger w 1928. Inne wczesne opisy pozostawili Archibald Garrod w 1906, Bardach i  Lechleuthner w 1925 oraz Hermann Werner Siemens w 1929.